# Lubno (Białoruś)
Lubno (biał. Любна, Lubna; ros. Любно, Lubno) – wieś na Białorusi, w obwodzie grodzieńskim, w rejonie korelickim, w sielsowiecie Mir.

## Historia
W Rzeczypospolitej Obojga Narodów miejscowość leżała w województwie nowogródzkim, w powiecie nowogródzkim. Było własnością  Radziwiłłów. W 1828 jako wiano Stefanii Radziwiłłównej przeszło do rodu Sayn-Wittgensteinów.
W wyniku III rozbioru znalazło się w Rosji. W XIX i w początkach XX w. majątek ziemski położony w guberni mińskiej, w powiecie nowogródzkim.
W dwudziestoleciu międzywojennym wieś leżąca w Polsce, w województwie nowogródzkim, w powiecie stołpeckim, w gminie Mir. W 1921 miejscowość liczyła 248 mieszkańców, zamieszkałych w 52 budynkach, wyłącznie Polaków wyznania prawosławnego.
Po II wojnie światowej w granicach Związku Sowieckiego. Od 1991 w niepodległej Białorusi.